# Om Stig Petrés hemlighet
Om Stig Petrés hemlighet är en svensk TV-serie som sändes i SVT i tre delar från 5 december 2004. I rollerna ses bland andra Michael Nyqvist, Jonas Karlsson och Gunilla Röör.

## Handling
Stig Petré (Michael Nyqvist) har ensam ärvt en finmekanisk fabrik av sin far och tampas med utbrändhet och med problem i företaget, samtidigt som han vill ställa upp som ordförande i Bollklubben som hans far också startade. 
Stig blir erbjuden av sin läkare att gå i gruppterapi med terapeuten Björn. Stig ser sin position som VD på fabriken som ett problem för att gå i gruppterapi på vårdcentralen, då han är rädd att ett rykte ska spridas om att VD Stig Petré har psykiska problem.
Det råder kris på fabriken, och assistenten Linda gör allt som står i hennes makt för att få fart på Stig, och få honom att ta större ansvar för sin fabrik och dess anställda. 

## Om serien
Serien producerades av Sveriges Television AB och Finlandssvenska Televisionen och spelades in efter ett manus av Ulf Kvensler. Musiken komponerades av Adam Nordén och fotograf var Leif Benjour. Serien klipptes av Sigurd Hallman.
Serien utgavs på DVD den 26 oktober 2005.

## Rollista
- Michael Nyqvist – Stig Erling J:son Petré
- Jonas Karlsson – Terapeuten Björn
- Gunilla Röör – Inger
- Göran Thorell – Tore
- Camilla Larsson – Malena
- Sofia Ledarp – Linda
- Jan Holmquist – Claes, Stigs läkare
- Christer Fant – Roland
- Jacob Nordenson – Torbjörn
- Magnus Mark – Jennebring
- Lina Englund – Åsa, Björns fru
- Sten Johan Hedman – Bosse
- Gunilla Abrahamsson – Ingers Mamma
- Niklas Falk – Finn, Ledare på Trubadurförbundet
- Jimmy Lindström – Broman
- Anders Palm – Lennart
- Jan Nyman – Karl-Åke
- Jesper Salén – Marcus
- Hendrik Törling – Stefan
- Sofia Berg-Böhm – Jossan
- My Bodell – Ingers kollega
- Karin Bogaeus – Emelie
- Tor Dickson – Åsas tränare
- Harald Lönnbro – Per
- Adam Nordén – Läkare
- Marcus Palm – Fullskalle
- Ulf Rönnerstrand – Rullstolsburen man
- Jan Tiselius – Henning
- Anna von Rosen – Ingers kollega